# Ron Dellums
Ronald Vernie (Ron) Dellums (Oakland, 24 november 1935 – Washington D.C., 30 juli 2018) was een Amerikaans politicus van de Democratische Partij. Tot 3 januari 2011 was hij burgemeester van Oakland.

## Politieke loopbaan
In 1970 werd Dellums in het 7e congresdistrict van Californië verkozen tot afgevaardigde in het Huis van Afgevaardigden. Na de hertekening van zijn kiesdistrict werd hij opnieuw verkozen in het 8e en daarna 9e kiesdistrict. Dellums zetelde uiteindelijk tot 1998 in het Amerikaans Congres. Hij was het eerste Afro-Amerikaanse congreslid uit Noord-Californië en het eerste openlijk socialistische lid sinds de Tweede Wereldoorlog. Dellums verzette zich tegen het MX Missile-project en tegen de uitbreiding van het B-2 Spirit-bommenwerperprogramma. Toen president Ronald Reagan het veto uitsprak tegen Dellums' Comprehensive Anti-Apartheid Act, is Dellums erin geslaagd het veto van de president te ontkrachten met een Democratische meerderheid in het Huis en de Republikeinse in de Senaat. Dat was de eerste override van een presidentieel veto in de 20e eeuw.
In 1997 kondigde Dellums aan dat hij het Amerikaanse Congres zou verlaten. Hij ging daarna aan de slag als lobbyist voor verschillende bedrijven, voornamelijk uit het oosten van de Baai van San Francisco. In 2006 deed Dellums mee aan de burgemeestersverkiezingen in zijn thuisstad. Hij won ze met iets meer dan de helft van de stemmen. Dellums ging begin 2011 met pensioen. Als burgemeester werd hij opgevolgd door Jean Quan.
Hoewel Ron Dellums zich tijdens verkiezingen als Democraat opstelde, en ook in de Democratische fractie van het Congres zat, beschreef hij zichzelf als een socialist. In de jaren 70 was hij tevens lid van het Democratic Socialist Organizing Committee, een tak van de Socialist Party of America, en later was hij vicevoorzitter van de Democratic Socialists of America.
Dellums overleed op 82-jarige leeftijd aan prostaatkanker.